# Ахмад ібн Куйа
Ахмад ібн Куйа (або Ахмад син Куйї, інший Варіант читання: Куваї) — візир Хозарського каганату, начальник гвардії ал-Ларісійа в 40-ті роки X століття.
Згідно аль-Масуді, що залишив найбільш докладний опис мусульманської громади Хозарії (близько 943 року), царська гвардія, що складалася з мусульман, мала власного начальника, якого обирала зі свого середовища. Він обіймав посаду візира та мав право верховної судової юрисдикції над усіма мусульманами столиці. Ймовірно, про цю ж особу згадує два десятиліття раніше Ібн Фадлан, якого він називає отроком царя і позначає його «хазом».
Омелян Пріцак висунув гіпотезу про зв'язок між ім'ям Куйа та арабською формою найменування Києва — Куйаба, вбачаючи у цьому можливу участь хозар у заснуванні міста. В історіографії ця версія поширення не набула, оскільки не має підтверджень серед будь-яких фактів і є внутрішньо суперечливою.